# Literatura en mari
Literatura mari es la literatura hecha en mari (también conocido como cheremis), una lengua ugrofinesa hablada en Mari-El (Rusia), por la etnia mari.

## Inicios
A finales del siglo XIX, estimulados por la gramática compuesta por Ferdinand Johann Wiedemann en 1847 y por los estudios de Matthias Castrén, se desarrollaron los primeros escritos en mari en dos sistemas de escritura, luornie y lugovie. Se editaron en ambos sistemas libros y revistas hasta que fueron unificados después de la Revolución rusa de 1917. 
El comienzo de la literatura en mari el almanaque Marla Kalendar (1907-1913), editado en Kazán por los escritores S. G. Chavain (1888-1942), M. S. Mukhrin (1890-1943) y M. S. Gerasimov-Mikai (1885-1944), considerados como los padres de la literatura en mari. Todos ellos se inspiraron en dos fuentes: la tradición oral popular y las tradiciones progresistas rusas del momento. Chavain, el más famoso de los tres, escribió las novelas Desertores (1929), Apiary (1928) primer drama nacional mari, el drama histórico Akpatyr (1935) basado en la revuelta de Pugachov y la novela Elnet (1936).

## Tras la Revolución Rusa
Durante los años posteriores a la Revolución, se produjo la expansión de la cultura mari. Se crearon las revistas U Ilis (Nueva Vida, 1922-1927) en Moscú y U Wi (Nueva fuerza, 1926-1936) en Yoshkar-Olá, que no fueron continuadas hasta 1957 por Onychko (Adelante) y por Pachemysh (Arpón). Los principales autores de este periodo fueron A. F. Konakov (1887-1922), M. Shketan (Ia. P. Mairov, 1898-1937), con los poemas Küsle jük (Sueños de Gusli, 1929) y la novela Erenger (1933); V. Savi (V. A. Mujin, 1888-1938), Tynysh Osip (I. A. Borisov, 1893-1971), los narradores Ia. Eleksein (Ia. Alekseyev, 1893-1965) con La familia Toymak (1955), I. Lombersky (1896-1956), Dimitri Orai (D. Bogoslavsky, 1901-1950) con la novela Oliana (1955) y A través de las nieblas (1951); M. M. Ivanov (1905-?), Ia. Yalkin (Ia. Yalkayev, 1906-1943), fundador de la dramaturgia nacional, N. Ignatiev (1895-1941), N. S. Nikolayev (1908-?) con la comedia musical Salika (1938) y Shabdar Osip (I. A. Shadbadov, 1898-1943), autor de la novela Üdramaš korno (Sendero de la mujer, 1929-1936) y del poema Vurs jük (Sueños de acero, 1933).

## Tras la Segunda Guerra Mundial
Después de la Segunda Guerra Mundial, el desarrollo de la literatura mari ha continuado, destacando autores como Miklai Kazakov (1918); Ipai Olyk (1912-1943), traductor de Pushkin y Mayakovsky, escribió Pelednezhap (Amanecer dorado, 1937); S. A. Vishnevsky (1920), G. Matiukovsky (1926), A. Kaniushkov (1925), N. Lekain (N. S. Ereméyev, 1907-1960), K. K. Vasin (1924)
Autores más recientes son Michurin-Azmekei (1912), V. N. Kosorótov (1930), A. Adáyev (A. Asylbáyev, 1912), A. Juzykain (A. Mijáilov, 1929) y A. Blk (A. Bikmurzin, 1915), N. M. Arban (1912), A. Volkov (1923), K. Kórshunov (1929), N. Rybakov (1932) M. Georgin (1920), V. Stoliarov (1918), S. Eman y el gran poeta A. S. Krupkiánov (1920).
- Datos: Q577073